# 丹下左膳 (1965年のテレビドラマ)
『丹下左膳』（たんげさぜん）は、1965年10月6日から1966年3月30日までTBS系列にて毎週水曜21時からの30分枠で放送された中村竹弥主演の連続テレビ時代劇。全26回。

## 概要
丹波哲郎版（1958年 - 1959年）、辰巳柳太郎版（1960年）、大村崑版（1963年 - 1964年）に続く『丹下左膳』4度目のテレビドラマ化。制作の宣弘社プロダクションとしては『隠密剣士』『新隠密剣士』に続く3作目の時代劇であり、同社が21時台の番組を手掛けるのは本作品が初であった。
『半七捕物帳』（1956年）、『右門捕物帖』（1957年）、『旗本退屈男』（1959年）、『新撰組始末記』（1961 - 1962年）など、テレビ草創期からTBSの人気テレビ時代劇に次々と主演してきた中村竹弥が丹下左膳を演じた。過去3作品の丹下左膳役は線が細かったのに対し、中村は恰幅がよく、大きい立ち居振る舞いと豪快な殺陣が特徴である。制作進行の浅井清は、本作品は中村が丹下左膳を演じたいと希望し、TBSから宣弘社へ依頼されたと証言している。
監督の船床定男や脚本の川内康範をはじめ主要スタッフは『月光仮面』と同じ布陣である。また『隠密剣士』に出演していた子役の大森俊介が本作品でもレギュラーとして出演している。

## 出演者
- 丹下左膳：中村竹弥[注釈 1]
- おふじ：中原早苗
- ちょび安：大森俊介（子役）
- お美代：山下昭恵（子役）
- おれん：小山明子
- 萩乃：光本幸子
- 鼓の与吉：砂塚秀夫
- 柳生源三郎：菅貫太郎
- 作造：浅野進治郎
- 峰丹波：瑳川哲朗（第23話まで）
- 蒲生泰軒：戸上城太郎（第24話まで）
- 安積玄心斉：若宮忠三郎（第24話まで）
- 谷大八：大友純（第19話まで）
- 高大之進：黒丸良（第18話まで）
- 結城左京：立川雄三（第19話まで）
- 久美：初名美香（第22話まで）
- 大林門之亟：小倉雄三（第20話まで）
- 山口甚三郎：渡辺高光（第23話まで）
- 矢沢利助：田中一（第23話まで）
- 百足の伝八：北村勝造（第12話まで）
- 蝦蟇の権八：北島一男（第25話まで）
- 長屋の住人
  - おきん：楠トシエ（第10 - 13、16、22、23話）
  - 三太：里見たかし（第10 - 13、16、20、22、23話）
  - 留吉：渡真二（第10 - 13、16話）
  - おさだ：水沢摩耶（第10 - 13、16話）
  - 松竹斎とんかつ：川上正夫（第10 - 13、16話）
  - おこん：茂手木かすみ（第10 - 13、16、23、24話）
  - 万吉：滝雅男（第10 - 13、16話）
  - おりき：花原照子（第10 - 13、16話）
  - 金八：寺坂繁治（第10 - 11、14、20、22話）
  - 銀八：森良介（第10 - 11、14、20、22話）
- 林田矢七：伊藤健雄（第10、11、17、18話）
- 風間近三：嵐寿之助（第10、11、17、18話）
- 吉田屋：里木佐甫良（第10、11話）
- 愚楽老人：花沢徳衛（第12、13、15、17、21、23話）
- 赤松：桔梗恵二郎（第12 - 15話）
- 徳川吉宗：山本学（第13話）
- 柳生対馬守：友田輝（第13 - 17、24 - 26話）
- 田丸主水正：小栗一也（第13 - 17、21、24 - 26話）
- 伊吹大作：伊達正三郎（第13 - 15、17、21、23、24話）
- 一風宗匠：藤原釜足（第14、15、17話）
- 月形左門：牧冬吉（第14、15、17、18、21、23 - 26話）
- 医師・竜庵：今村源兵（第15、17話）
- おせん：藤代佳子（第16話）
- 流十次郎：天津敏（第18話）
- 鷹丸：江見俊太郎（第18、21、23、25話）
- 八重：角田喜久子（第19、21話）
- 六兵衛：倉橋宏明（第22話）
- お艶：島景子（第22話）
- 荒木：早川研吉（第24 - 26話）
- 津田玄蕃：小林重四郎（第24 - 26話）
- 八戒和尚：野口元夫（第25話）

## スタッフ
| - 企画：TBS - プロデューサー：小林利雄、西村俊一 - 原作：林不忘（双葉新書版） - 脚本：川内康範 - 監督：船床定男 - 撮影：中町武 - 美術：阿部三郎 - 音楽：小川寛興 - 照明：榑松良司 - 助監督：菊地奛 - 殺陣：桜井美智夫、桜井剣技会 | - 編集：角井美知子 - 効果：山辺信雄 - 製作主任：野木小四郎 - 衣裳：大和衣裳 - 協力：東京明治座通り「錦や」 - 結髪：川口かつら店 - 小道具：高津映画装飾K.K - 録音：アオイ・スタジオ - 現像：東京テレビ映画社 - ナレーター：市原信義（TBSアナウンサー） - 制作：TBS、宣弘社プロダクション |

## 主題歌
- 主題歌『丹下左膳の歌』（作詞：川内和子[注釈 2]、作曲：小川寛興、唄：中村富士夫）
- 挿入歌『親なし千鳥』（作詞：川内和子、作曲：小川寛興、唄：楠トシエ）

販売元はキングレコード。